# Gumshoe
Gumshoe (br.: Gumshoe, detetive particular / pt.: Passos silenciosos) é um filme britânico de 1971 dos gêneros "Policial" e "Comédia", dirigido por Stephen Frears (primeiro filme). O roteiro é de Neville Smith que atua como o personagem Arthur e as locações foram em Liverpool (inclusive uma agência de emprego num prédio atualmente demolido, na rua Leece) e Londres. As cenas na capital inglesa incluem uma mostra da famosa livraria de ocultismo de Paul Brunton, The Atlantis Bookshop. Apesar do tom geral de paródia e muitas referências à cultura popular americana, como citações de filmes, discos e livros, a narrativa explora também momentos de tensão e violência. Algumas cenas são polêmicas tais como as que mostram racismo do protagonista contra negros (ele chama o personagem do guarda-costas africano de "Mighty Joe Young", por exemplo) ou drogas como o preparo e uso de heroína por uma dupla de vilões.Gumshoe foi lançado em DVD em 2009.

## Elenco
- Albert Finney...Eddie Ginley
- Billie Whitelaw...Ellen
- Frank Finlay...William
- Janice Rule...Madame Blankerscoon
- Carolyn Seymour...Alison Wyatt
- Fulton Mackay...John Straker
- Billy Dean...Tommy
- George Silver...Jacob De Fries

## Sinopse
O apresentador de um clube de bingo e comediante ocasional Eddie Ginley está abalado com o casamento de seu irmão William com a ex-namorada Ellen e frequenta um psiquiatra durante um ano. No dia do seu aniversário ele resolve dar um presente para si mesmo e coloca um anúncio no jornal local (Liverpool Echo) oferecendo serviços de detetive particular, citando uma agência de detetives chamada Gumshoe de Sam Spade, famoso detetive da literatura norte-americana. No dia seguinte ele recebe um telefonema misterioso dizendo para pegar um pacote de uma pessoa hospedada num quarto em um hotel luxuoso. Ao abrir o pacote ele encontra uma foto da universitária Allison (com o nome dela e o da universidade no verso), um revólver calibre 38 da polícia e mil libras em dinheiro. Achando que é uma piada ele pergunta ao seu patrão e depois vai ao encontro de seu irmão empresário e da cunhada. Eles negam terem dado o telefonema mas no outro dia o irmão o chama e oferece dinheiro para que ele retire o anúncio e esqueça o caso e em seguida, Eddie é despedido. Eddie percebe que foi envolvido numa trama que parece cada vez mais perigosa quando é perseguido pelo bandido Straker que quer as mil libras, ao mesmo tempo que um negro amigo da estudante aparece morto em sua casa.

## Indicações
- BAFTA: Melhor ator principal (Albert Finney) [2] e Melhor roteiro